# Medalha George Sarton

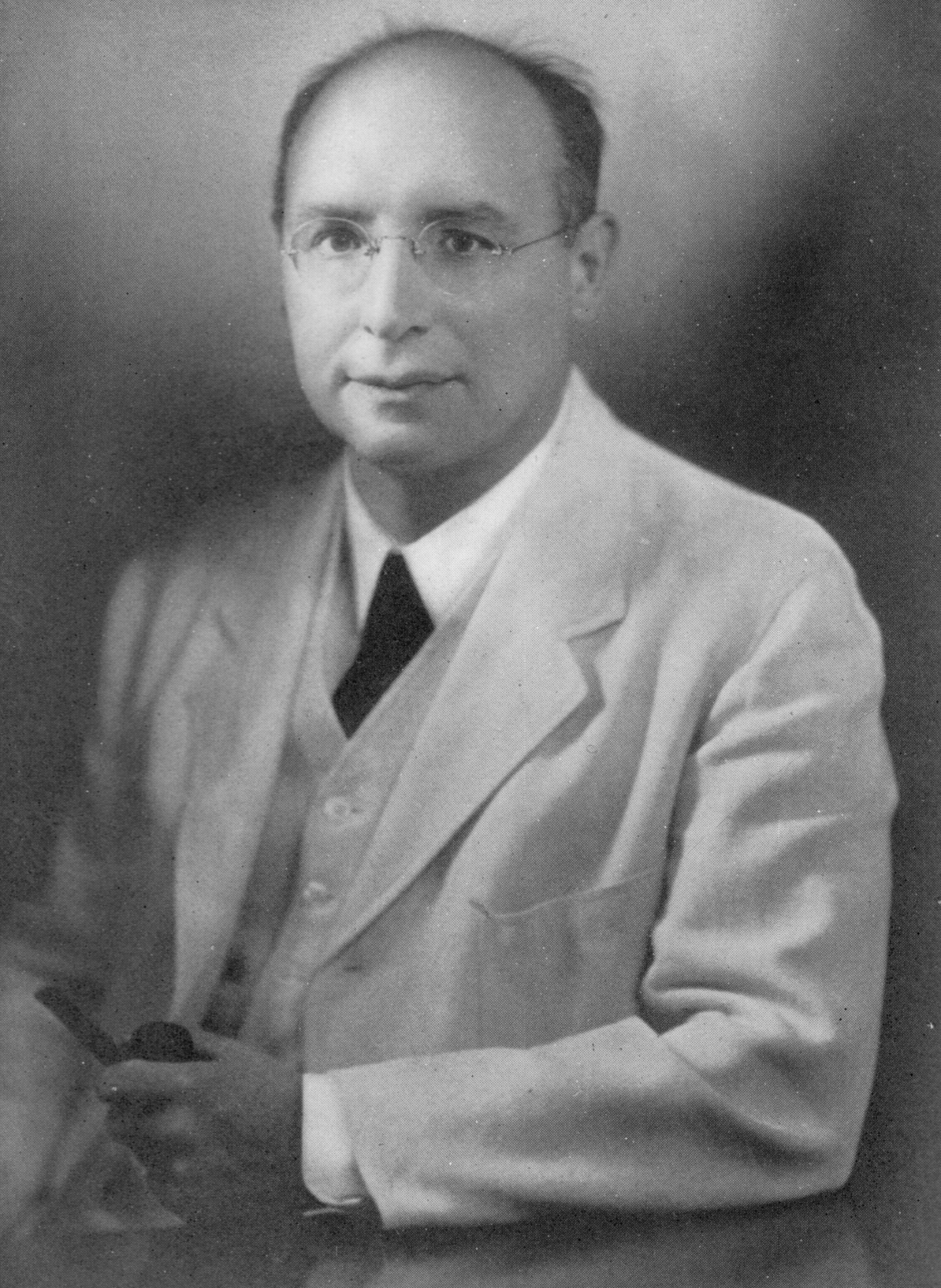
George Sarton

A Medalha George Sarton (em inglês:  George Sarton Medal) é a mais significativa condecoração da History of Science Society, sendo concedida anualmente desde 1955. Essa medalha é sempre destinada a um historiador da ciência da comunidade internacional que distinguiu-se por "uma vida de realizações acadêmicas" na área. Ela foi elaborada por Bern Dibner e homenageia George Sarton, fundador do periódico Isis e considerado um dos fundadores da moderna história da ciência.

## Laureados[1][2]
- 1955 - George Sarton
- 1956 - Charles Singer e Dorothea Waley Singer
- 1957 - Lynn Thorndike
- 1958 - John Farquhar Fulton
- 1959 - Richard Shryock
- 1960 - Owsei Temkin
- 1961 - Alexandre Koyré
- 1962 - Eduard Jan Dijksterhuis
- 1963 - Vassili Zoubov
- 1964 - Não concedido
- 1965 - James Riddick Partington
- 1966 - Anneliese Maier
- 1967 - Não concedido
- 1968 - Joseph Needham
- 1969 - Kurt Vogel
- 1970 - Walter Pagel
- 1971 - Willy Hartner
- 1972 - Kiyosi Yabuuti
- 1973 - Henry Guerlac
- 1974 - I. Bernard Cohen
- 1975 - René Taton
- 1976 - Bern Dibner
- 1977 - Derek Thomas Whiteside
- 1978 - Adolf Yushkevich
- 1979 - Maria Luisa Righini-Bonelli
- 1980 - Marshall Clagett
- 1981 - Rupert Hall e Marie Boas Hall
- 1982 - Thomas Kuhn
- 1983 - Georges Canguilhem
- 1984 - Charles Coulston Gillispie
- 1985 - Paolo Rossi e Richard Westfall
- 1986 - Ernst Mayr
- 1987 - Geoffrey Lloyd
- 1988 - Stillman Drake
- 1989 - Gerald Holton
- 1990 - Anderson Hunter Dupree
- 1991 - Mirko Grmek
- 1992 - Edward Grant e George A. van Sande
- 1993 - John Heilbron
- 1994 - Allen George Debus
- 1995 - Charles Rosenberg
- 1996 - Loren Graham
- 1997 - Betty Jo Teeter Dobbs
- 1998 - Thomas L. Hankins
- 1999 - David C. Lindberg
- 2000 - Frederic L. Holmes
- 2001 - Daniel Kevles
- 2002 - John C. Greene
- 2003 - Nancy Siraisi
- 2004 - Robert E. Kohler
- 2005 - Abdelhamid Ibrahim Sabra
- 2006 - Mary Jo Nye
- 2007 - Martin Rudwick
- 2008 - Ronald Numbers
- 2009 - John Emery Murdoch
- 2010 - Michael McVaugh
- 2011 - Robert J. Richards
- 2012 - Lorraine Daston
- 2013 - Simon Schaffer
- 2014 - Steven Shapin
- 2015 - Robert Fox
- 2016 - Katharine Park
- 2017: Garland E. Allen
- 2018: Sally Gregory Kohlstedt
- 2019: Matthew Norton Wise
- 2020: James Arthur Bennett[3]
- 2021: Bernadette Bensaude-Vincent
- 2022: Margaret W. Rossiter
- 2023: Theodore Porter
- 2024: Jane Maienschein